# Cheekwood Botanical Garden and Museum of Art
Cheekwood è una tenuta di 220.000 m² all'estremità occidentale di Nashville, Tennessee che, grazie a finanziamenti da privati, ospita il Cheekwood Botanical Garden and Museum of Art.
Ex residenza della famiglia Cheek di Nashville, il palazzo di 2.800 m² in stile georgiano, fu aperto come museo nel 1960.

## La casa costruita con il caffè
Christopher Cheek nel 1880 aprì a Nashville un ingrosso di generi alimentari.
Suo figlio, Leslie Cheek, si unì a lui come un partner, e nel 1915 divenne presidente dell'azienda di famiglia.
La moglie di Leslie, Mabel Wood, proveniva da un'importante famiglia di Clarksville.
Nel frattempo, Joel Cheek, cugino di Leslie, aveva sviluppato un'acclamata miscela di caffè che fu commercializzata attraverso il migliore albergo di Nashville, il Maxwell House Hotel.
La leggenda racconta che Theodore Roosevelt dichiarò che la miscela era "Buona fino all'ultima goccia," affermazione che è diventata marchio registrato del prodotto.
La famiglia Cheek allargata, incluse Leslie e Mabel Cheek, era una famiglia di investitori.
Nel 1928, l'azienda di cereali Postum (adesso General Foods) acquisto l'azienda della Maxwell House, Cheek-Neal Coffee, per più di 40 milioni di dollari.
Con il reddito assicurato dai proventi della vendita, Leslie Cheek acquistò 100 acri di quello che era un terreno boschivo a West Nashville per una tenuta agricola. Assunse un architetto paesaggistico e residenziale di New York, Bryant Fleming, e gli diede il controllo assoluto dei dettagli, dai giardini ai mobili degli interni. Il risultato fu una magione di pietra calcarea e ampi giardini ispirati alle facoltose tenute Inghilterra del XVIII secolo. Il capolavoro di Fleming, Cheekwood, fu completato nel 1932.
Leslie Cheek morì due anni dopo essersi trasferito nella magione e Mabel Cheek e la loro figlia, Huldah Cheek Sharp, vissero a Cheekwood fino agli anni '50 quando fu offerta come luogo per un giardino botanico e un museo d'arte.
Lo sviluppo della proprietà fu condotto dall'Exchange Club di Nashville, dalla Società dell'Orticultura del Middle Tennessee e da molti altri gruppi civici. Il Musedo Dell'Arte di Nashville donò le proprie mostre permanenti e i proventi della vendita del proprio edificio. Il nuovo museo Cheekwood aprì al pubblico nel 1960.

## Galleria d'arte
La collezione d'arte del Cheekwood fu fondata nel 1959 con il patrimonio dell'ex Nashville Museum of Art ed è accreditata dalla American Association of Museums.
Essa comprende collezioni di arte americana ed arti decorative sia americane che britanniche, oltre ad una collezione d'arte contemporanea costituita soprattutto da sculture per esterni acquisite per il Woodland Sculpture Trail.
La collezione di arte americana del Cheekwood comprende 600 dipinti e 5.000 tra stampe, disegni e fotografie;
fu raccolta negli anni 1980 e all'inizio del 1990 grazie ad un lascito multi-milionario, e spazia nella storia dell'arte americana.
Altri punti importanti includono la più grande collezione mondiale di sculture di William Edmondson, fotografie di Louise Dahl-Wolfe, e una grande varietà di stampe Post-Seconda guerra mondiale. Di recente, il Museo ha eseguito un procedimento di acquisizione focalizzato, aggiungendo dipinti di James Hamilton, William Bradford, e nuove sculture contemporanee per il Trail.
La collezione di arti decorative comprende la terza più grande raccolta di porcellana Worcester negli Stati Uniti d'America, e una collezione di 650 pezzi d'argento che abbraccia i secoli dal XVIII al XX
Lo stesso Palazzo Cheek è considerato parte della collezione.
Il restauro ha ripristinato gran parte della costruzione originale, rivelando le caratteristiche originali (legno e pavimenti in marmo che erano stati coperti da moquette) e conservando storici motivi architettonici, come ad esempio gli affreschi illusionistici che rivestono il corridoio principale.
La collezione d'Arte contemporanea, ospitata nelle gallerie ricavate in quelli che in origine erano il garage e le stalle della tenuta, è piccola ma di alta qualità, comprende dipinti di Larry Rivers, Andy Warhol, Robert Ryman, Red Grooms e Marylyn Dintenfass.
Il Carrell Woodland Sculpture Trail è una raccolta di quindici sculture di artisti internazionali esposte all'aperto in un contesto naturale.

## Giardino botanico

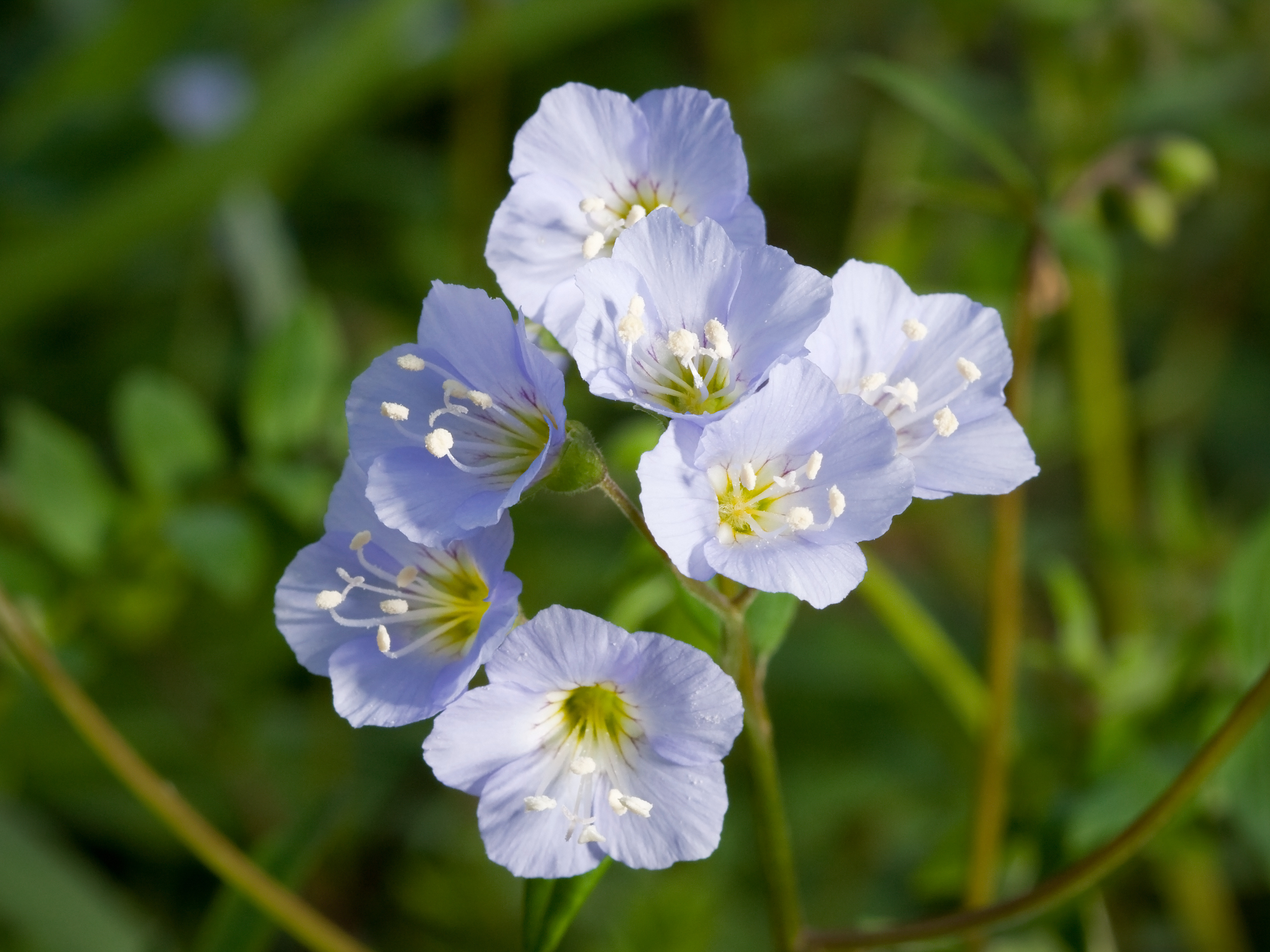
Polemonium reptans al Cheekwood Botanical Garden.

L'Orto Botanico, che occupa un'area di 220.000 m², ospita piante di bosso, conifera, mirto crespo, narciso, hemerocallis, sanguinella, felce, erbe, agrifoglio, hosta, ortensia, acero palmato, magnolia, essenze originarie del sud-est degli Stati Uniti, cercis e trilium
I visitatori di Cheekwood potranno ammirare molti stili diversi di giardino.
Un viale di mirto crespo conduce nel Robertson Ellis Color Garden dove ampie curve di fiori colorati delimitano un prato in pendenza con una bellissima vista sulle colline lontane.
Uscendo da questo giardino i visitatori passano sotto otto archi curvi coperti di viti colorate e coltivati con una varietà di piante annuali e perenni.
I visitatori futuri entreranno nel Giardino Giapponese.
Questo è un luogo per il riposo e la meditazione, un rifugio dal mondo esterno.
Il giardino di piante perenni Wills mostra piante perenni nuove e tradizionali, include un muro di pietra calcarea che fornisce l'habitat per questo giardino colorato e in pieno sole. Il Giardino Matin Boxwood è stato progettato e costruito dall'architetto paesaggistico Bryant Fleming nel tardo 1920 con giardini terrazzati e un'estesa piantagione di bosso. Questo giardino di stile formale invita il visitatore ad essere trasportato in un'era diversa. Il giardino Howe Wildflower, spettacolare in primavera, è un giardino di fiori selvatici che in origine era nella casa di East Nashvilli di Cora Howe. Questo giardino è stato trasferito a Cheekwood nel 1968 insieme con il capanno per gli attrezzi, muro in pietra e ornamenti da guardino. I visitatori, spostandosi attraverso il giardino, incontreranno il Burr Terrace Garden.  Questo è un giardino di un cottage recintato su tre livelli con molte piante perenni color pastello, piante annuali e arbusti.
Uscendo dal Burr Terrace Garden, si entra nel Carell Dogwood Garden.
Questo giardino mostra molte variazioni in modelli ramificati, corteccia, foglia e bacche, e le brattee caratteristiche della sanguinella.
Il Herb Study Garden mostra molte piante che possono essere toccate ed annusate, insieme a piante che possono essere usate per cucinare, per i profumi, coloranti, fibre e cosmetici. Infine, gli ospiti arriveranno al Turner Seasons Garden.
Questo giardino si concentra sull'aspetto stagionale dei giardini del Tennessee.
Mostra una serie di stanze di giardino: ognuna sottolinea una stagione diversa con collezioni di piante di particolare interesse.
I giardini e le mostre non solo servono per educare ma anche per il piacere estetico dei visitatori. I giardini sono un'importante risorsa orticulturale per l'intera regione.

## Altre attrazioni
Oltre al Museo e all'Orto Botanico, a Cheekwood c'è un negozio di souvenir e un ristorante chiamato Pineapple Room che si affaccia sul verde del prato occidentale.